# Wale (Rapper)

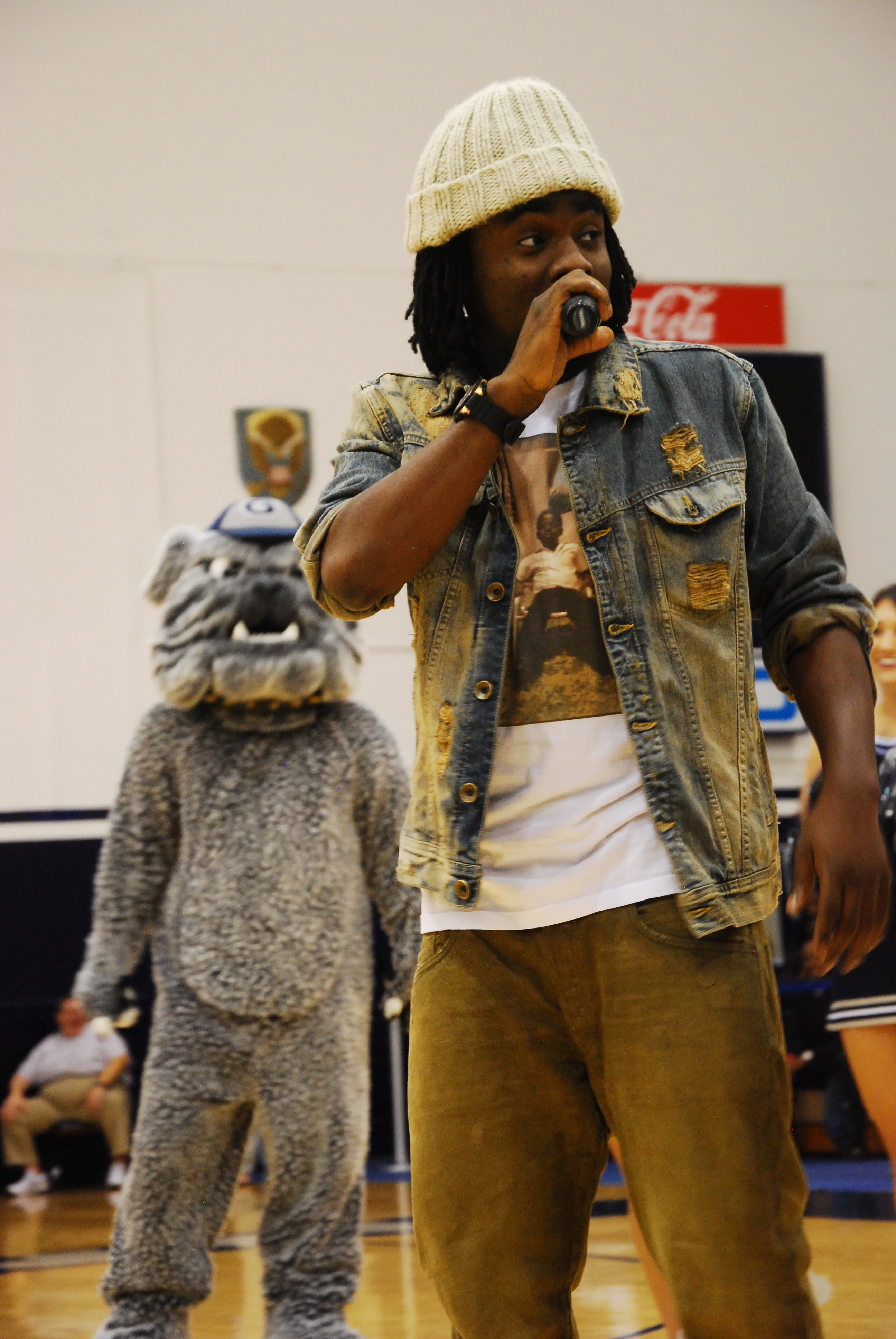
Wale (2010)

Wale Folarin (gesprochen Wah-läi; * 21. September 1984 in Washington, D.C. als Olubowale Victor Akintimehin) ist ein US-amerikanischer Rapper, der durch eine Reihe von Mixtape-Veröffentlichungen vor allem in der Blogosphäre Bekanntheit erlangte. Er gilt als Vertreter einer neuen Generation von Rappern, zu der unter anderem auch Kid Cudi, Charles Hamilton, Asher Roth und B.o.B gezählt werden.

## Musikalischer Werdegang

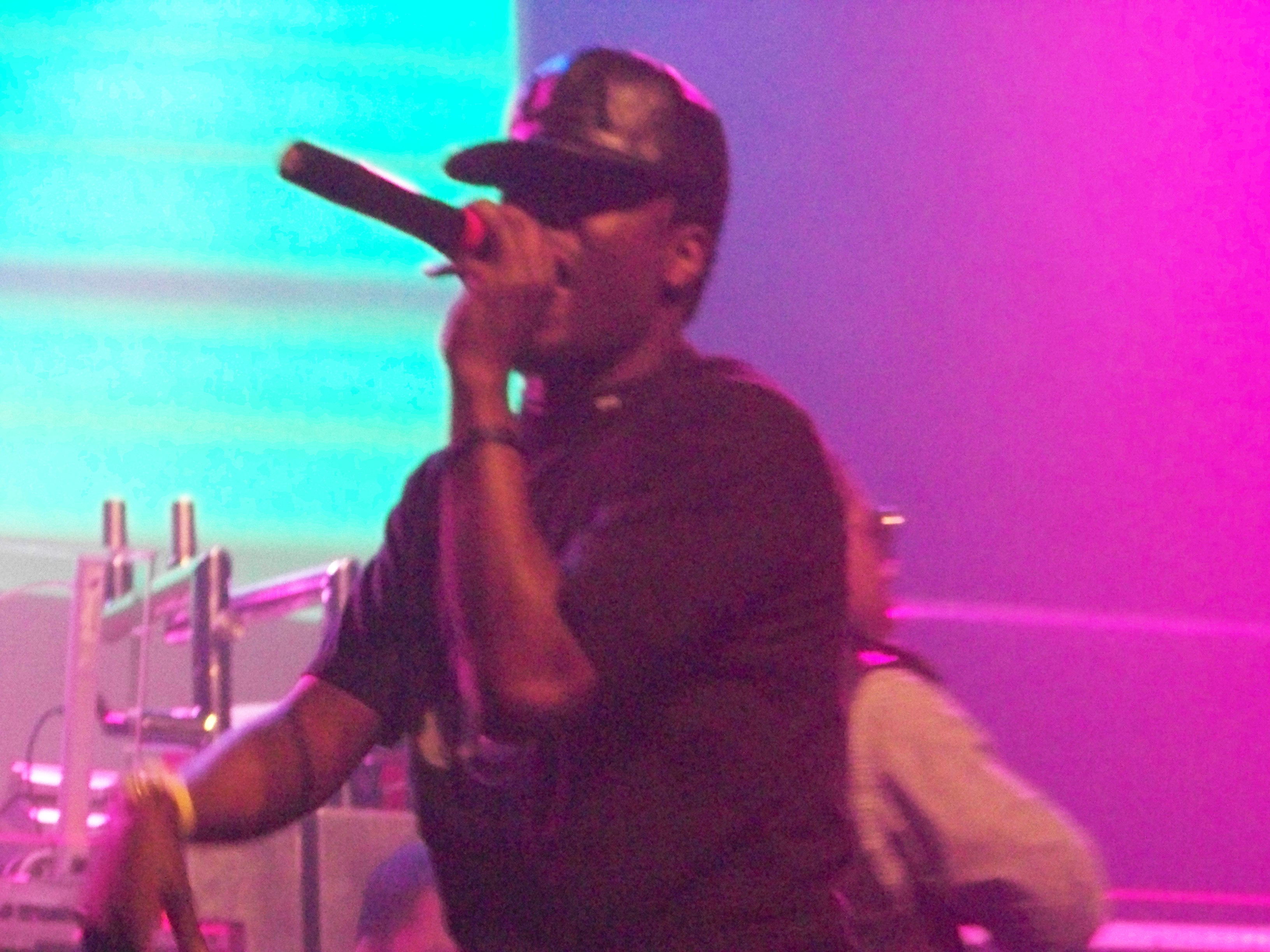
Wale (2008)

Wale wuchs als Sohn nigerianischer Einwanderer in Washington D.C. auf, was maßgeblich seinen Musikstil beeinflusste; viele seiner Songs basieren auf dem rhythmusbetonten Go-Go-Stil, den die Stadt prägte. Mit dem Song Dig Dug (Shake It) erreichte er 2006 erste Bekanntheit in Washington D.C., Maryland und Virginia.
2007 ging Wale mit dem DJ und Produzenten Mark Ronson auf Tour. Dieser nahm ihn anschließend bei seinem Label Allido Records, das mittlerweile zu Interscope Records gehört, unter Vertrag. Zu dem Zeitpunkt hatte er aufgrund massiver Internet-PR (MySpace, Blogs) bereits den Status eines Stars inne; Zeitungen und Zeitschriften wie The New York Times, The Washington Post, The Boston Globe und der Rolling Stone berichteten über Wale, Modelabels wie Nike und LRG sponsern ihn. Bei den MTV Video Music Awards 2007 rappte er den Song W.A.L.E.D.A.N.C.E., der auf der Single D.A.N.C.E. von Justice basiert. Zudem drehte er ein Video zu dem Song. 2008 war er unter anderem auf dem Song Rising Up vom Album Rising Down der Roots zu hören sowie auf mehreren Remixen.
Sein erstes Album veröffentlichte Wale nach mehreren Verschiebungen am 13. November 2009. Die erste Single Chillin’ nahm er zusammen mit Lady Gaga auf. Weitere Gäste sind etwa Bun B, Pharrell und K’naan; produziert wurde das Album unter anderem von Mark Ronson, The Neptunes und Cool & Dre. Attention Deficit wurde überwiegend positiv bewertet, bemängelt wurde allerdings der sich an den Hip-Hop-Mainstream anlehnende Konformismus.

## Diskografie

### Studioalben
| Jahr | Titel                   | Höchstplatzierung, Gesamtwochen, AuszeichnungChartsChartplatzierungen (Jahr, Titel, Platzierungen, Wochen, Auszeichnungen, Anmerkungen) | Anmerkungen                             |
| Jahr | Titel                   | US | Anmerkungen                             |
| ---- | ----------------------- | --- | --------------------------------------- |
| 2009 | Attention Deficit       | US21 (2 Wo.)US | Erstveröffentlichung: 10. November 2009 |
| 2011 | Ambition                | US2 Gold · (28 Wo.)US | Erstveröffentlichung: 28. Oktober 2011  |
| 2013 | The Gifted              | US1 Gold · (15 Wo.)US | Erstveröffentlichung: 25. Juni 2013     |
| 2015 | The Album About Nothing | US1 Gold · (17 Wo.)US | Erstveröffentlichung: 31. März 2015     |
| 2017 | Shine                   | US16 (7 Wo.)US | Erstveröffentlichung: 28. April 2017    |
| 2019 | Wow… That’s Crazy       | US7 Gold · (19 Wo.)US | Erstveröffentlichung: 11. Oktober 2019  |
| 2021 | Folarin II              | US22 (2 Wo.)US | Erstveröffentlichung: 22. Oktober 2021  |

### EPs
| Jahr | Titel            | Höchstplatzierung, Gesamtwochen, AuszeichnungChartsChartplatzierungen (Jahr, Titel, Platzierungen, Wochen, Auszeichnungen, Anmerkungen) | Anmerkungen                              |
| Jahr | Titel            | US | Anmerkungen                              |
| ---- | ---------------- | --- | ---------------------------------------- |
| 2018 | It’s Complicated | US154 (1 Wo.)US | Erstveröffentlichung: 13. März 2018      |
| 2018 | Free Lunch       | US103 (1 Wo.)US | Erstveröffentlichung: 14. September 2018 |

### Mixtapes
| Jahr | Titel                        | Anmerkungen                             |
| ---- | ---------------------------- | --------------------------------------- |
| 2005 | Paint a Picture              | Erstveröffentlichung: 2005              |
| 2006 | Hate Is the New Love         | Erstveröffentlichung: 2006              |
| 2007 | 100 Miles & Running          | Erstveröffentlichung: 2007              |
| 2008 | The Mixtape About Nothing    | Erstveröffentlichung: 30. Mai 2008      |
| 2009 | Back to the Feature          | Erstveröffentlichung: 19. Juni 2009     |
| 2010 | More About Nothing           | Erstveröffentlichung: 3. August 2010    |
| 2011 | The Eleven One Eleven Theory | Erstveröffentlichung: 17. August 2011   |
| 2012 | Folarin                      | Erstveröffentlichung: 24. Dezember 2012 |

### Singles als Leadmusiker
| Jahr | Titel Album                           | Höchstplatzierung, Gesamtwochen, AuszeichnungChartplatzierungen (Jahr, Titel, Album, Platzierungen, Wochen, Auszeichnungen, Anmerkungen) | Höchstplatzierung, Gesamtwochen, AuszeichnungChartplatzierungen (Jahr, Titel, Album, Platzierungen, Wochen, Auszeichnungen, Anmerkungen) | Höchstplatzierung, Gesamtwochen, AuszeichnungChartplatzierungen (Jahr, Titel, Album, Platzierungen, Wochen, Auszeichnungen, Anmerkungen) | Höchstplatzierung, Gesamtwochen, AuszeichnungChartplatzierungen (Jahr, Titel, Album, Platzierungen, Wochen, Auszeichnungen, Anmerkungen) | Höchstplatzierung, Gesamtwochen, AuszeichnungChartplatzierungen (Jahr, Titel, Album, Platzierungen, Wochen, Auszeichnungen, Anmerkungen) | Anmerkungen                                                                    |
| Jahr | Titel Album                           | DE | AT | CH | UK | US | Anmerkungen                                                                    |
| --- | ------------------------------------- | --- | --- | --- | --- | --- | ------------------------------------------------------------------------------ |
| 2009 | Chillin Attention Deficit             | — | — | — | UK12 (6 Wo.)UK | US99 (1 Wo.)US | Erstveröffentlichung: 14. April 2009 feat. Lady Gaga                           |
| 2011 | That Way Ambition                     | — | — | — | — | US49 Gold · (18 Wo.)US | Erstveröffentlichung: 30. August 2011 feat. Jeremih & Rick Ross                |
| 2011 | Lotus Flower Bomb Ambition            | — | — | — | — | US38 ×2Doppelplatin · (20 Wo.)US | Erstveröffentlichung: 11. Oktober 2011 feat. Miguel                            |
| 2011 | Focused Ambition                      | — | — | — | — | US97 (1 Wo.)US | Erstveröffentlichung: November 2011 feat. Kid Cudi                             |
| 2012 | Bag of Money G’s in Mayback 2         | — | — | — | — | US64 (13 Wo.)US | Erstveröffentlichung: 23. März 2012 mit Meek Mill feat. T-Pain & Rick Ross     |
| 2013 | Bad The Gifted                        | — | — | — | — | US21 ×3Dreifachplatin · (26 Wo.)US | Erstveröffentlichung: 5. Februar 2013 feat. Rihanna / Tiara Thomas             |
| 2013 | LoveHate Thing The Gifted             | DE46 (5 Wo.)DE | AT41 (4 Wo.)AT | CH38 (7 Wo.)CH | — | US89 Platin · (8 Wo.)US | Erstveröffentlichung: 21. Mai 2013 feat. Sam Dew                               |
| 2014 | The Body The Album About Nothing      | — | — | — | — | US87 Platin · (6 Wo.)US | Erstveröffentlichung: 9. September 2014 feat. Jeremih                          |
| 2015 | Ride Out Fast & Furious 7 (O.S.T.)    | DE21 (14 Wo.)DE | AT26 (5 Wo.)AT | CH25 (5 Wo.)CH | UK70 (2 Wo.)UK | US70 Gold · (3 Wo.)US | Erstveröffentlichung: 17. Februar 2015 mit Kid Ink, Tyga, YG & Rich Homie Quan |
| 2015 | The Matrimony The Album About Nothing | — | — | — | — | US70 ×2Doppelplatin · (19 Wo.)US | Erstveröffentlichung: 2. März 2015 feat. Usher                                 |
| 2016 | My PYT Shine                          | — | — | — | — | US54 Platin · (15 Wo.)US | Erstveröffentlichung: 20. Mai 2016                                             |
| 2017 | Running Back Shine                    | — | — | — | — | US100 (1 Wo.)US | Erstveröffentlichung: 20. Januar 2017 feat. Lil Wayne                          |
| 2019 | On Chill Wow… That’s Crazy            | — | — | — | — | US22 ×2Doppelplatin · (23 Wo.)US | Erstveröffentlichung: 12. Juli 2019 feat. Jeremih                              |
| 2021 | Poke It Out Folarin II                | — | — | — | — | US73 (8 Wo.)US | Erstveröffentlichung: 1. Oktober 2021 feat. J. Cole                            |
| Folgende Lieder erschienen nicht als Single, wurden aber durch das Album zum Download und Streaming bereitgestellt und konnten somit eine Platzierung erlangen: |                                       | | | | | |                                                                                |
| |                                       | | | | | |                                                                                |
| 2011 | Ambition                              | — | — | — | — | US81 Platin · (1 Wo.)US | feat. Meek Mill & Rick Ross                                                    |

Weitere Singles
- 2017: My Love (feat. Major Lazer, WizKid & Dua Lipa)
- 2019: Love... (Her Fault) (feat. Bryson Tiller, US: Gold)

### Singles als Gastmusiker
| Jahr | Titel Album                            | Höchstplatzierung, Gesamtwochen, AuszeichnungChartplatzierungen (Jahr, Titel, Album, Platzierungen, Wochen, Auszeichnungen, Anmerkungen) | Höchstplatzierung, Gesamtwochen, AuszeichnungChartplatzierungen (Jahr, Titel, Album, Platzierungen, Wochen, Auszeichnungen, Anmerkungen) | Höchstplatzierung, Gesamtwochen, AuszeichnungChartplatzierungen (Jahr, Titel, Album, Platzierungen, Wochen, Auszeichnungen, Anmerkungen) | Höchstplatzierung, Gesamtwochen, AuszeichnungChartplatzierungen (Jahr, Titel, Album, Platzierungen, Wochen, Auszeichnungen, Anmerkungen) | Höchstplatzierung, Gesamtwochen, AuszeichnungChartplatzierungen (Jahr, Titel, Album, Platzierungen, Wochen, Auszeichnungen, Anmerkungen) | Anmerkungen                                                                      |
| Jahr | Titel Album                            | DE | AT | CH | UK | US | Anmerkungen                                                                      |
| ---- | -------------------------------------- | --- | --- | --- | --- | --- | -------------------------------------------------------------------------------- |
| 2009 | Change Love & War                      | DE13 (15 Wo.)DE | AT11 (14 Wo.)AT | CH6 (17 Wo.)CH | UK8 (7 Wo.)UK | — | Erstveröffentlichung: 2. Februar 2009 Daniel Merriweather feat. Wale             |
| 2010 | No Hands Flockaveli                    | — | — | — | — | US13 Diamant · (32 Wo.)US | Erstveröffentlichung: 17. August 2010 Waka Flocka Flame feat. Wale & Roscoe Dash |
| 2012 | Diced Pineapples God Forgives, I Don’t | — | — | — | — | US71 Platin · (16 Wo.)US | Erstveröffentlichung: 21. August 2012 Rick Ross feat. Wale & Drake               |
| 2012 | So Many Girls Quality Street Music     | — | — | — | — | US90 (1 Wo.)US | Erstveröffentlichung: 10. Dezember 2012 DJ Drama feat. Wale, Roscoe Dash & Tyga  |
| 2013 | Bad Ass My Own Lane                    | — | — | — | — | US90 (1 Wo.)US | Erstveröffentlichung: 22. Januar 2013 Kid Ink feat. Wale & Meek Mill             |
| 2013 | Bounce It Stay Trippy                  | — | — | — | — | US74 Gold · (19 Wo.)US | Erstveröffentlichung: 25. Juni 2013 Juicy J feat. Wale & Trey Songz              |
| 2015 | Coffee Wildheart                       | — | — | — | UK97 Silber · (1 Wo.)UK | US78 Platin · (3 Wo.)US | Erstveröffentlichung: 4. Mai 2015 Miguel feat. Wale                              |
| 2017 | Trap Trap Trap Rather You Than Me      | — | — | — | — | US97 (1 Wo.)US | Erstveröffentlichung: 17. März 2017 Rick Ross feat. Young Thug & Wale            |

Weitere Gastbeiträge
- 2019: In My Bed (Rotimi feat. Wale, UK: Silber, US: Platin)
- 2019: Let Me Drink (Guy Sebastian Feat. TheHamilTones & Wale)

## Auszeichnungen für Musikverkäufe
| Goldene Schallplatte - Australien - 2023: für die Single Let Me Drink - 2023: für die Single Coffee - 2025: für die Single LoveHate Thing - Kanada - 2019: für die Single Coffee - 2021: für das Lied Ambition - 2021: für die Single On Chill - 2021: für die Single My PYT - 2021: für die Single Lotus Flower Bomb - Neuseeland - 2019: für die Single My PYT | Platin-Schallplatte - Kanada - 2021: für die Single Ride Out - 2021: für die Single Bad - Neuseeland - 2024: für die Single Coffee - Vereinigte Staaten - 2025: für das Lied The Need to Know |

Anmerkung: Auszeichnungen in Ländern aus den Charttabellen bzw. Chartboxen sind in ebendiesen zu finden.
| Land/RegionAuszeichnungen für Musikverkäufe (Land/Region, Auszeichnungen, Verkäufe, Quellen) | Silber     | Gold       | Platin       | Diamant  | Verkäufe   | Quellen          |
| -------------------------------------------------------------------------------------------- | ---------- | ---------- | ------------ | -------- | ---------- | ---------------- |
| Australien (ARIA)                                                                            | —          | 3× Gold3   | —            | —        | 105.000    | aria.com.au      |
| Kanada (MC)                                                                                  | —          | 5× Gold5   | 2× Platin2   | —        | 360.000    | musiccanada.com  |
| Neuseeland (RMNZ)                                                                            | —          | Gold1      | Platin1      | —        | 45.000     | radioscope.co.nz |
| Vereinigte Staaten (RIAA)                                                                    | —          | 8× Gold8   | 17× Platin17 | Diamant1 | 31.000.000 | riaa.com         |
| Vereinigtes Königreich (BPI)                                                                 | 2× Silber2 | —          | —            | —        | 400.000    | bpi.co.uk        |
| Insgesamt                                                                                    | 2× Silber2 | 17× Gold17 | 20× Platin20 | Diamant1 |            |                  |

## Filmografie
- 2022: Ambulance